# Electronic Entertainment Expo 2023
L’Electronic Entertainment Expo 2023, ou E3 2023, devait être la 27e édition d'un salon consacré exclusivement aux jeux vidéo organisé par l'Entertainment Software Association. L'événement était prévu pour se dérouler du 13 au 16 juin 2023, avec le retour d'une édition physique pour la première fois depuis 2019 ; ceux de 2020 et 2022 ayant été annulés en raison de la Pandémie de Covid-19, et celui de 2021 s'étant tenu en ligne. RELX, qui produit les festivals PAX, New York Comic Con et Star Wars Celebration, devait produire l'événement. Toutefois, le 30 mars 2023, l'évènement est officiellement annulé après les désistements de Nintendo, Xbox Game Studios, Sony Interactive Entertainment, Ubisoft, Sega et Tencent.

## Autres évènements

### Summer Game Fest
Le Summer Game Fest, présenté par Geoff Keighley, débute le 8 juin et dure l'intégralité du mois.

### Xbox Games Showcase
Le Xbox Games Showcase a lieu le 11 juin, suivi par un Starfield Direct.

### Ubisoft Forward
Le Ubisoft Forward a lieu le 12 juin.